# Crayon Beats
「Crayon Beats」（クレヨン ビーツ）は、日本の歌手AIの11枚目のシングルである。2005年4月20日発売。発売元はユニバーサルミュージック。

## 概要
- 表題曲はAIのアルバムにはベストアルバムを含め収録されていない。
- PV監督は中村浩紀。

## 収録曲
1. Crayon Beats [3:17]
作詞：AI、作曲：AI・Kenji Hino・DJ YUTAKA for 813、編曲：Kenji Hino
2. Summer Breeze [4:27]
作詞：AI、作曲：AI・813、編曲：813
3. Crayon Beats[Instrumental] [3:17]

## 収録アルバム

### Crayon Beats
- オムニバス『クレヨンしんちゃん TV・映画主題歌集だゾ』（2009年1月21日）

### Summer Breeze
- オリジナル『MIC-A-HOLIC A.I.』（2005年7月6日）

## タイアップ
- ：Crayon Beats
  - 東宝配給アニメ映画『クレヨンしんちゃん 伝説を呼ぶブリブリ 3分ポッキリ大進撃』主題歌
  - ANB系アニメ『クレヨンしんちゃん』エンディングテーマ